# Les Hommes de la cité
Les Hommes de la cité est une œuvre de France Siptrott et Hughes Siptrott. C'est l'une des œuvres d'art de la Défense, en France.

## Description
L'œuvre est située à l'intérieur de l'entrée de la station de métro Esplanade de la Défense. L'œuvre est composée de huit sculptures faisant référence aux personnes anonymes passant dans la bouche de métro.

## Historique
L'œuvre est installée en 1995.